# Fredrik Nordin
Per Fredrik Stanislaus Nordin, född den 7 maj 1852 i Väskinde socken, död den 8 april 1920 i Vänersborg, var en svensk dövstumpedagog och historiker. Han var bror till Albert Nordin, gift med Elisabeth Anrep-Nordin och far till Birger Anrep-Nordin.

## Biografi
Nordin blev filosofie kandidat 1876, var lärare Allmänna institutet för döfstumma och blinda å Manilla 1873–1878, var föreståndare för Läroanstalten i Skara för överåriga döfstumma 1879–1891 och för 4:e distriktets döfstumsskola i Vänersborg 1891–1917. Han var även inspektör för dövstumsundervisningen 1913–1920. 
Nordin var sekreterare, senare ordförande i Svenska döfstumsläraresällskapet och redaktör för dess Tidskrift för döfstumskolan samt senare för Nordisk tidskrift för döfstumskolan. Därutöver företog Nordin även arkeologiska undersökningar, bland annat på sin hemö Gotland. Under åren 1883–1920 var Nordin sekretere i Västergötlands fornminnesförening och 1916–1920 även indendent för föreningens museum.
Fredrik Nordin är begravd på Strandkyrkogården, Vänersborg.

### Redaktör
- Nordisk tidskrift för dövstumskolan. Vänersborg: F. Nordin. 1899–1920. Libris 3683199
- Tidskrift för döfstumskolan. Stockholm. 1880–1898. Libris 3396718
- Gotlands Bildsteine. 1-2. Monografier / Kungl. Vitterhets-, historie- och antikvitetsakademien, 0347-0873 ; 28. Stockholm: Wahlström & Widstrand. 1941–1942. Libris 757805 - Tillsammans med Sune Lindqvist och Gabriel Adolf Gustafson.
  -  Gotlands Bildsteine. 1. 1941. Libris 757806
  -  Gotlands Bildsteine. 2. 1942. Libris 757807